# Rio Angu
Rio Angu är ett vattendrag i Brasilien.   Det ligger i delstaten Minas Gerais, i den sydöstra delen av landet, 900 km sydost om huvudstaden Brasília.
Omgivningarna runt Rio Angu är huvudsakligen savann. Runt Rio Angu är det glesbefolkat, med 13 invånare per kvadratkilometer.